# Antonino Di Giorgio
Antonino Di Giorgio (San Fratello, 22 settembre 1867 – Palermo, 17 aprile 1932) è stato un generale e politico italiano, già ministro della guerra del Regno d'Italia.

## Biografia

### Il militare

Antonino Di Giorgio da giovane ufficiale

Nato a San Fratello in una famiglia rappresentativa della nobiltà terriera siciliana, figlio della baronessa Giuseppina Faraci e del notaio Ignazio, Antonino Di Giorgio intraprese la carriera militare venendo ammesso alla Scuola Militare Nunziatella di Napoli prima, e all'Accademia Militare di Modena, poi. Ottenuti i gradi di sottotenente di fanteria nell'estate del 1888, ebbe come prima assegnazione il 77º Fanteria a Pescara. Nel 1895 superò gli esami per l'ammissione alla Scuola di guerra, ma prima di entrarvi fu raggiunto dalle notizie della sconfitta dell'Amba Alagi, per cui decise di offrirsi volontario per il servizio in Eritrea.
Nelle fasi immediatamente successive alla battaglia di Adua Di Giorgio partecipò in prima linea alla seconda fase della Guerra di Abissinia, venendo decorato con una medaglia di bronzo al valore (2 maggio 1896). Rientrato in Italia al termine della campagna, riprese gli studi presso la Scuola di Guerra, abilitandosi come ufficiale di Stato Maggiore. Promosso capitano, fu assegnato all'VIII Corpo d'Armata con sede a Firenze, dove ottenne la promozione a maggiore nel 1907.
Con tale grado, assunse il comando di una piccola unità di fanteria, che condusse in Somalia a una serie di eccezionali vittorie contro le tribù dell'interno del paese. Tra l'11 e il 12 luglio 1908 liberò la città di Merca, scontrandosi successivamente con i ribelli somali a Merére ed occupando Afgoi. In seguito alla serie di vittorie conseguite dall'ufficiale, il sultano di Ghelédi si sottomise al governo coloniale insieme con 5000 soldati.
I metodi utilizzati posero ben presto Di Giorgio in rotta di collisione con il governatore civile della Somalia, Tommaso Carletti, fautore di una politica di penetrazione progressiva, che criticò Di Giorgio, sostenitore dell'uso della forza militare, per la sua eccessiva durezza, accusandolo di aver fatto distruggere interi villaggi e commesso massacri indiscriminati. I dissidi tra i due si fecero presto insostenibili e portarono Di Giorgio a chiedere di essere rimpatriato, cosa che ottenne nel 1909.
Lo scoppio due anni dopo della guerra italo-turca trovò il maggiore Di Giorgio al comando di un battaglione dell'89º Reggimento fanteria "Salerno", al comando del quale tornò in Africa per l'ultima volta. Il pieno successo delle operazioni militari effettuate sotto il suo comando gli valsero la promozione a tenente colonnello, nonché l'ottenimento dell'Ordine Militare di Savoia e della medaglia d'argento al valor militare.

### Il politico
La vasta popolarità dell'ufficiale nel messinese, sua terra d'origine, gli aprirono le porte della carriera politica. Nel 1913 fu candidato come indipendente alla Camera nel circondario di Mistretta e vinse la competizione contro il candidato ministeriale, mantenendo la carica nella XXIV, XXV e XXVII legislatura. Coerentemente con le posizioni sostenute nella sua opera "La rete ferroviaria della Sicilia nei riguardi della difesa" (1905) Di Giorgio sostenne la necessità di spostare il baricentro delle forze armate italiane dal nord al sud del paese, riposizionando inoltre da terrestre a marittimo lo sforzo maggiore dell'ampliamento ed ammodernamento delle stesse.
Tali posizioni avevano come razionale militare il nuovo ruolo che l'Italia avrebbe dovuto assumere nel Mediterraneo in relazione all'acquisizione della Libia; nonché la necessità di fornire supporto economico alle aree svantaggiate del paese, con particolare rilievo a quelle del messinese, che ancora soffrivano delle conseguenze distruttive del terremoto del 1908, durante il quale egli aveva perso il padre.
Coerentemente alla sua etica di ufficiale, Di Giorgio mantenne anche in Parlamento posizioni di assoluta indipendenza, e si applicò soprattutto a problemi di tipo militare. La sua esperienza gli consentì di prevedere il prossimo coinvolgimento italiano nella prima guerra mondiale.

### La guerra
Tale preveggenza gli valse la stima di Luigi Cadorna e la chiamata quale ufficiale addetto al Comando Supremo allo scoppio delle ostilità nel maggio 1915. Presto insofferente alla vita da burocrate, Di Giorgio chiese ed ottenne l'assegnazione a un incarico operativo, ed assunse il ruolo di Capo di Stato Maggiore dell'VIII Corpo d'Armata della 2ª Armata (Regio Esercito). Interpretato l'incarico con la consueta competenza, fu promosso colonnello nel 1915, e colonnello brigadiere nel 1916. Con questo grado assunse il comando della Brigata Bisagno (209º e 210º fanteria), una nuova unità costruita con reclute della classe 1896, ed inquadrata nel X Corpo d'Armata, inserito nella 1ª Armata ed assegnato alla zona del Trentino.
Nell'estate del 1916 Di Giorgio comandò la Bisagno durante i combattimenti contro l'esercito austriaco e fu successivamente nominato comandante del IV Raggruppamento Alpini (gruppi 8° e 9°). Il raggruppamento, inquadrato nella 52ª Divisione Alpini, XX Corpo d'Armata, 6ª Armata partecipò alle operazioni volte ad evitare nuovi sfondamenti del fronte degli Altopiani ed a disarticolare le difese dell'Ortigara. Con la promozione a maggior generale, arrivò anche la destinazione al comando della 51ª Divisione in Valsugana, nel XVIII Corpo d'Armata, 1ª Armata.
Fuori dalla zona principale d'operazioni, Di Giorgio fu tenuto fuori dall'azione di Carzano, e fu colto a Roma, dove era andato per partecipare a una sessione della Camera, dalle notizie del disastro di Caporetto. Immediatamente richiamato da Cadorna, Di Giorgio partì per Udine, dove assunse il comando del Corpo d'Armata Speciale, un'unità costituita rapidamente per arginare l'avanzata degli austriaci.
Tra il 26 ottobre ed il 3 novembre diresse le truppe al suo comando nel corso della Battaglia di Ragogna. Di Giorgio condusse le sue truppe controcorrente rispetto alla fiumana di sbandati che ripiegavano da Caporetto, i suoi uomini eseguirono l'ordine di resistere ad ogni costo venendo tutti uccisi o catturati dal nemico ,il generale Di Giorgio nel frattempo si mise in salvo oltre il Piave con i suoi ufficiali, la mattina del 9 novembre 1917. Di lui Rommel, all'epoca giovane tenente sul fronte italiano, scrisse: ''Ebbi a che fare tra Piave e Tagliamento col famoso esiguo corpo del generale Di Giorgio, il quale ricopriva la ritirata italiana. Fu lottando contro questa unità meravigliosa che compresi come l'esercito di Conrad non sarebbe mai giunto a Milano''.
Il 10 novembre il Corpo d'Armata Speciale fu sciolto e Di Giorgio, promosso tenente generale, rilevò Badoglio dal comando del XXVII Corpo d'Armata (brigate Reggio, Campania, Cuneo e Messina), reduce dal disastro di Caporetto. Al comando di questa unità partecipò alla difesa del Monte Grappa, alla seconda battaglia del Piave ed alla battaglia di Vittorio Veneto (giugno, la prima, e ottobre-novembre 1918, la seconda) dando ancora una volta prova di grande competenza nella conduzione di unità di grandi dimensioni.

### Ritorno alla politica

Antonino di Giorgio con la moglie Norina Whitaker

La fine della guerra lo vide ritornare alla vita politica, e negli anni successivi sostenne la causa di Fiume italiana, pur schierandosi contro l'avventurismo dannunziano e degli arditi. Nel 1919 Di Giorgio fu confermato come parlamentare per la circoscrizione di Messina, città che gli aveva conferito la cittadinanza onoraria per i meriti acquisiti nell'ambito della ricostruzione post-terremoto. Alle successive elezioni del 1921 decise di non ricandidarsi, deluso dalla piega che le vicende nazionali stavano prendendo, e si ritirò per un certo periodo a vita privata.
Il 6 febbraio 1922 prese in moglie l'aristocratica di origine inglese Norina Whitaker (nata nel 1884) e cominciò a partecipare alla gestione dei numerosi affari della famiglia acquisita. Di questo periodo è l'introduzione da parte sua in Italia della pianta messicana "Agave sisalana", fonte di fibre vegetali di grande importanza economica.
Inizialmente oppositore del fascismo delle origini, mutò opinione quando il movimento diventò maggiormente organico al sistema politico, precisamente dopo l'unione tra fascisti e nazionalisti del 1923, convinto anche dagli amici Luigi Federzoni e Biagio Pace a guardare con maggiore simpatia al nuovo governo di Mussolini. Si candidò quindi in Sicilia nel 1924, insieme ad esponenti liberali, come Vittorio Emanuele Orlando, nel listone fascista, tornando alla Camera.

#### Ministro della Guerra e proposta di riforma dell'esercito
Mussolini lo nominò subito Ministro della guerra, per sostituire Armando Diaz. Al nuovo compito Di Giorgio si applicò con la consueta tenacia, agendo con energia nella ricostruzione delle forze armate italiane, che vivevano il clima di smobilitazione conseguente alla cessazione della prima guerra mondiale. Egli mantenne la carica dal 30 aprile 1924 al 4 aprile 1925, quando sia il Consiglio superiore dell'esercito, che il Senato bocciarono la sua riforma delle forze armate. La sua dottrina organizzativa, che prevedeva la formazione di nuclei stabili e di piccole dimensioni di reparti in armi, da affiancare con reparti quadro secondo necessità, non trovò il consenso del fascismo, impegnato a propagandare la necessità di un'estesa militarizzazione del popolo italiano.
L'ordinamento proposto, faceva proprie le istanze dei fautori dell'idea della Nazione Armata. Delle tre voci che più incidevano sul bilancio: i quadri ufficiali, i materiali e la forza alle armi; andavano incrementate le prime due a scapito della terza, in quanto il mantenimento alle armi di centinaia di reggimenti portava fatalmente alla contrazione delle altre spese di un organismo militare nel quale il battaglione di fanteria aveva in dotazione otto mitragliatrici contro le 52 del battaglione francese, eterno punto di riferimento.
Con la ferma differenziata il contingente di leva, che ammontava a circa 230.000 unità, veniva diviso in due categorie, la prima con una ferma lunga di 18 mesi e l'altra con una di tre. Con le reclute a ferma lunga si formavano un certo numero di reggimenti chiamati centri addestramento che dovevano essere al massimo dell'efficienza operativa per tutto l'anno, primeggiando tra essi i reparti alpini schierati alla frontiera, gli altri lo dovevano essere solo nei tre mesi destinati all'addestramento mentre per il restante periodo dell'anno i centri funzionavano anche da scuole per allievi sottufficiali e per ufficiali di complemento. I fondi recuperati andavano destinati ai materiali, per i quali occorreva privilegiare la ricerca e la sperimentazione, accumulando tutto quanto doveva servire per la trasformazione dei centri addestramento in reparti operativi e al miglioramento della professionalità degli ufficiali di carriera.
In sostanza Di Giorgio voleva sostituire l'esercito di caserma con un esercito di larga intelaiatura. Il generale siciliano proponeva inoltre la ricostituzione del corpo di stato maggiore e degli ispettori di arma, la soppressione della carica di ispettore generale, la restituzione al capo di stato maggiore delle sue prerogative, sottraendole al Consiglio dell'esercito. Lo stesso Mussolini assunse la carica di Ministro della Guerra ad interim, che non avrebbe più abbandonato fino al luglio 1943.

### I contrasti con Mori
Tornato al servizio attivo, Di Giorgio comandò dapprima il Corpo d'Armata di Firenze e in seguito, nel 1926, quello di Palermo, dove concluse la sua carriera. L'anno dopo entrò in forte contrasto con il prefetto Mori, difendendo alcuni notabili messi sotto inchiesta dal "prefetto di ferro" (tra i quali suo fratello) e contestando i metodi utilizzati nella repressione del fenomeno mafioso in Sicilia. Protestò con Mussolini, ma quest'ultimo non solo si schierò con Mori ma nel 1927 bloccò la sua nomina a generale d'armata. Il 5 marzo 1928, ormai in contrasto aperto col fascismo e colpito da attacchi personali, rassegnò per protesta le dimissioni da deputato, lasciando contemporaneamente anche il comando militare e si fece collocare in ausiliaria nell'esercito.
Morì improvvisamente il 17 aprile 1932, a causa di una crisi cardiaca che lo colpì mentre era convalescente per un'operazione cui aveva voluto sottoporsi. È sepolto nel cimitero di San Fratello.

## Curiosità
Di Giorgio ha reso possibile la fondazione dei comuni di Capo d'Orlando da Naso, e di Acquedolci, in provincia di Messina dopo la frana che colpì nel 1922 il paese di San Fratello.